# Strage di Acerra
L'eccidio di Acerra è stato un evento tragico della seconda guerra mondiale poco conosciuto, malgrado per numero di vittime sia stata la strage nazista più grande avvenuta in Campania dopo le quattro giornate di Napoli e la più efferata di tutta l'Italia meridionale. 

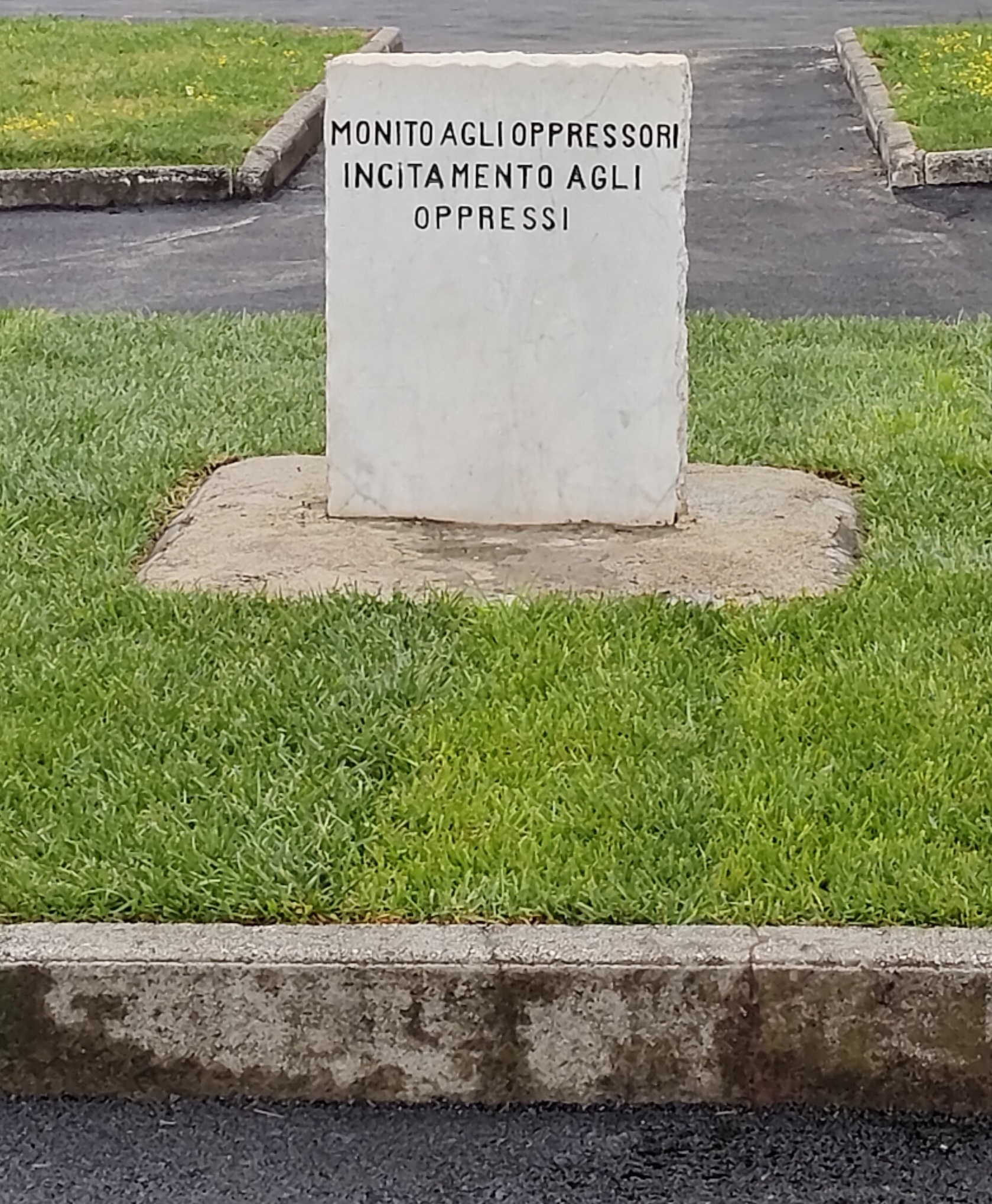
cippo eretto nel 1976 in ricordo della strage nazista

## Fatti
La strage fu il compimento di una lunga serie di violenze e vessazioni di ogni tipo,  che l'inerme popolazione aveva subìto durante l'occupazione delle truppe germaniche in un periodo che segnava la smobilitazione dei tedeschi dal territorio campano. Esasperata da queste continue dimostrazioni di forza, la popolazione reagì contro questa situazione insostenibile, dando vita ad azioni di contrasto contro il nemico attraverso forme di resistenza con i pochi mezzi a disposizione.
La rabbiosa reazione nemica non si fece attendere: scatenò contro la popolazione una serie di criminali rappresaglie mettendo a ferro e a fuoco molte case dell'abitato di Acerra, deportandone la popolazione dove vennero trucidati molte donne, anziani, ragazzi, e bambini. Il numero dei morti è stato di circa 88 vittime, di cui 6 non identificate, potrebbero essere molte di più in quanto non si ha un elenco preciso sul numero reale dei trucidati.

## Resoconto
Nel dispaccio della Wehrmacht viene riportato che la mattina del 1º ottobre 1943 venne incendiato il centro storico di Acerra, uccidendo numerose persone, mentre gli uomini furono catturati e spinti nel mercato per poi essere deportati al lavoro. Gli interventi del vescovo Nicola Capasso, del parroco e altri contro le azioni dei militari in città non ebbero successo.
Il giorno seguente, due gruppi di partigiani della zona attaccarono un veicolo militare (una motocarrozzetta), costruendo, inoltre, barricate con trattori e carri. Tuttavia una retroguardia dell'esercito rispose alla ribellione con sette carri armati e 50 soldati attraverso la città continuando l'azione di repressione. I militari spararono contro i sediziosi che si trovavano sulla strada principale e nei cortili delle loro case, uccidendo numerose persone, anche mediante esecuzioni immediate con colpo di pistola alla nuca o per fucilazione.

## Colpevoli
In un rapporto quotidiano del 2 ottobre 1943, la divisione Hermann Göring riportava: "2 ottobre 1943... Retroguardia Tschierschwitz raggiunge verso sera il ponte di Acerra. Scontro con bande italiane ad Acerra. L'area è stata completamente distrutta e gli abitanti sterminati", inoltre viene segnalato un "combattimento del reparto di retroguardia con forti bande italiane nella località di Acerra. Barricate nelle strade. La località di Acerra viene incendiata a cannonate e fatta saltare".
La strage fu compiuta dalla Retroguardia "Tschierschwitz" (Nachspitze „Tschierschwitz“) del Reggimento Corazzato "Hermann Göring" (Panzer-Regiment „Hermann Göring“, comandato dal colonnello (oberst) Georg-Hennig Hans von Heydebreck) della Divisione Corazzata "Hermann Göring" (Panzer-Division „Hermann Göring“, comandato dal generale Paul Conrath), formata da 1 carro armato medio Panzerkampfwagen IV - Sd.Kfz. 161 (probabilmente nella Versione "Ausführung G" o "Ausführung H") più 6 carri armati medi Panzerkampfwagen III - Sd.Kfz. 141 (probabilmente nella Versione "Ausführung M" o "Ausführung N") della 2ª Compagnia (Kompanie 2.) del I Battaglione (I Bataillon, comandato dal capitano (hauptmann) Karl Franz Joseph Roßmann) di detto Reggimento, rafforzato da un Plotone (Zug) di Granatieri Corazzati su semicingolati del I Battaglione (I Bataillon, comandato dal capitano Georg Ilius) del 2º Reggimento Granatieri Corazzati "Hermann Göring" (Panzergrenadier-Regiment 2. „Hermann Göring“, comandato dal colonnello Lothar von Corvin-Wiersbitzki).
Comandante della Retroguardia era il sottotenente (leutnant) Gerhard Tschierschwitz (nato a Berlino-Schöneberg il 23 aprile 1920, morto a Tutzing il 17 gennaio 1997), vicecomandante della detta 2ª compagnia.

## Riconoscimenti
Il comune di Acerra per l'atto eroico dei suoi cittadini è stato insignito della medaglia d'oro al merito civile.
Il 25 aprile del 2022 il Presidente della Repubblica Italiana Sergio Mattarella si è recato in visita ufficiale ad Acerra rendendo omaggio alle vittime della strage deponendo una corona d'alloro al cippo
commemorativo posto in via Soriano.